# Collectieve veiligheid
Collectieve veiligheid is een samenwerking van landen om de veiligheid voor allen te waarborgen door collectief op te treden tegen staten die de bestaande orde uitdagen. Collectieve veiligheid wordt gezien als een compromis tussen het concept van een wereldregering en een natiestaat op basis van evenwicht van macht, waarbij de eerste op dit moment als onhaalbaar wordt gezien en het laatste wordt gezien als een destructieve of onvoldoende garantie voor vrede. Terwijl collectieve veiligheid mogelijk is, zijn er verschillende voorwaarden waaraan voldaan moet worden om het te kunnen laten werken.